# Jodie Foster
Alicia Christian Foster (n. 19 noiembrie 1962, Los Angeles, California), cunoscută profesional ca Jodie Foster, este o actriță, regizor și producătoare americană, câștigătoare a premiului Oscar pentru cea mai bună actriță.
Este fiica lui Lucius Foster III și a lui Evelyn Brandy Foster, născută Almond. Tatăl său este un fost locotenent-colonel al United States Air Force (Forțele Aeriene ale Statelor Unite ale Americii).
A studiat la Liceul Francez din Los Angeles, apoi la Yale University. Și-a scris teza de absolvire despre Toni Morisson sub conducerea lui Henry Louis Gates Jr. și a absolvit cu distincția magna cum laude în anul 1985. În anul 1993 a primit la Yale titlul  onorific de Doctor of Fine Arts.
Își începe cariera profesională ca model-copil la 3 ani, apoi ca idol-adolescent în diferite filme Disney: Napoleon and Samantha (1972), cu Michael Douglas, Freaky Friday (O vineri  nebună) (1976) și Candleshoe (1977). A jucat în comedia Alice Doesn't Live Here Anymore (Alice nu mai locuiește aici) (1974) și în thrilerul Taxi Driver (Șoferul de taxi) (1976).

## Premii și nominalizări
| An   | Premiu                             | Categorie                                       | Titlu                                   | Rezultat     |
| ---- | ---------------------------------- | ----------------------------------------------- | --------------------------------------- | ------------ |
| 1977 | Academy Award                      | Best Actress in a Supporting Role               | Taxi Driver                             | Nominalizare |
| 1977 | British Academy Film Award         | Best Supporting Actress                         | Bugsy Malone and Taxi Driver            | Câștigat     |
| 1977 | British Academy (BAFTA) Film Award | Most Promising Newcomer to Leading Film Roles   | Bugsy Malone and Taxi Driver            | Câștigat     |
| 1977 | Golden Globe Award                 | Best Actress – Motion Picture Musical or Comedy | Freaky Friday                           | Nominalizare |
| 1978 | Saturn Award                       | Best Actress                                    | The Little Girl Who Lives Down the Lane | Câștigat     |
| 1980 | Young Artist Award                 | Best Young Actress in a Major Motion Picture    | Foxes                                   | Nominalizare |
| 1989 | Academy Award                      | Best Actress in a Leading Role                  | The Accused                             | Câștigat     |
| 1989 | Golden Globe Award                 | Best Actress – Motion Picture Drama             | The Accused                             | Câștigat     |
| 1989 | Independent Spirit Award           | Best Female Lead                                | Five Corners                            | Câștigat     |
| 1989 | People's Choice Award              | Favorite Dramatic Motion Picture Actress        | The Accused                             | Nominalizare |
| 1990 | British Academy (BAFTA) Film Award | Best Actress in a Leading Role                  | The Accused                             | Nominalizare |
| 1992 | Academy Award                      | Best Actress in a Leading Role                  | The Silence of the Lambs                | Câștigat     |
| 1992 | Saturn Award                       | Best Actress                                    | The Silence of the Lambs                | Nominalizare |
| 1992 | British Academy (BAFTA) Film Award | Best Actress in a Leading Role                  | The Silence of the Lambs                | Câștigat     |
| 1992 | Golden Globe Award                 | Best Actress – Motion Picture Drama             | The Silence of the Lambs                | Câștigat     |
| 1992 | People's Choice Award              | Favorite Dramatic Motion Picture Actress        | The Silence of the Lambs                | Nominalizare |
| 1994 | Academy Award                      | Best Actress in a Leading Role                  | Nell                                    | Nominalizare |
| 1995 | Golden Globe Awards                | Best Actress – Motion Picture Drama             | Nell                                    | Nominalizare |
| 1995 | People's Choice Award              | Favorite Dramatic Motion Picture Actress        | Nell                                    | Câștigat     |
| 1995 | Screen Actors Guild Award          | Outstanding Female Actor in a Leading Role      | Nell                                    | Câștigat     |
| 1998 | Saturn Award                       | Best Actress                                    | Contact                                 | Câștigat     |
| 1998 | Golden Globe Award                 | Best Actress – Motion Picture Drama             | Contact                                 | Nominalizare |
| 1999 | Primetime Emmy Award               | Outstanding Made for Television Movie           | The Baby Dance                          | Nominalizare |
| 2003 | Saturn Award                       | Best Actress                                    | Panic Room                              | Nominalizare |
| 2006 | Saturn Award                       | Best Actress                                    | Flightplan                              | Nominalizare |
| 2008 | Golden Globe Award                 | Best Actress – Motion Picture Drama             | The Brave One                           | Nominalizare |
| 2008 | People's Choice Award              | Favorite Female Action Star                     |                                         | Nominalizare |
| 2012 | Golden Globe Award                 | Best Actress – Motion Picture Musical or Comedy | Carnage                                 | Nominalizare |
| 2013 | Golden Globe Award                 | Cecil B. DeMille Award                          |                                         | Honored      |

## Filmografie
| An        | Titlu                                   | Rol                                    | Note |
| --------- | --------------------------------------- | -------------------------------------- | --- |
| 1968–1970 | Mayberry R.F.D.                         | Fairy Little Girl                      | TV series sezonul 1 episodul 8: "The Church Play" sezonul 3 episodul 5: "All for Charity" |
| 1969      | The Doris Day Show                      | Jenny Benson                           | TV series, sezonul 1: "The Baby Sitter" |
| 1969–1971 | The Courtship of Eddie's Father         | Joey Kelly                             | TV series sezonul 1 episodul 8: "Bully for You" sezonul 2 episodul 2: "A Loaf of Bread, a Bar of Soap and a Jar of Peanut Butter" sezonul 2 episodul 13: "Gifts Are For Giving" sezonul 2 episodul 20: "The Lonely Weekend" sezonul 2 episodul 21: "The Magic Mrs. Rickles" |
| 1969      | Julia                                   | Cindy Blanchard                        | TV series, sezonul 2 episodul 9: "Romeo and Julia" |
| 1969–1972 | Gunsmoke                                | Susan Sadler Patricia Marieanne        | TV series sezonul 15 episodul 13: "The Roots of Fear" sezonul 17 episodul 15: "P.S. Murry Christmas" sezonul 17 episodul 20: "The Predators" |
| 1970      | Menace on the Mountain                  | Suellen McIver                         | TV movie in 2 parts "The Wonderful World of Disney" |
| 1970      | Daniel Boone                            | Rachel                                 | TV series, sezonul 6, episodul 24: "Bringing Up Josh" |
| 1970      | Adam 12                                 | Mary Bennett                           | TV series, sezonul 3, episodul 6: "Log 55 Missing Girl" |
| 1970      | Nanny and the Professor                 | Angela                                 | TV series, sezonul 1 episodul 4: "The Scientific Approach" |
| 1971      | My Three Sons                           | Priscilla Hobson                       | TV series, sezonul 11 |
| 1972      | Bonanza                                 | Bluebird                               | TV series, sezonul 13, episodul 24: "A Place to Hide" |
| 1972      | Ghost Story (Circle of Fear)            | Judy                                   | TV series, sezonul 1, episodul 8: "House of Evil" |
| 1972      | The Paul Lynde Show                     | Maggie                                 | TV series, sezonul 1 episodul 5: "To Commune or Not to Commune" |
| 1972      | My Sister Hank                          | Henrietta "Hank" Bennett               | TV movie |
| 1972      | Napoleon and Samantha                   | Samantha                               | |
| 1972      | Kansas City Bomber                      | Rita                                   | |
| 1972      | The Amazing Chan and the Chan Clan      | Anne Chan (voice)                      | TV series |
| 1972      | Ironside                                | Pip Morrison                           | TV series, sezonul 5, episodul 20, "Bubble, Bubble, Toil and Murder" |
| 1973      | Bob & Carol & Ted & Alice               | Elizabeth Henderson                    | TV series |
| 1973      | Rookie of the Year                      | Sharon Lee                             | TV |
| 1973      | Alexander                               | Sue                                    | TV |
| 1973      | The Partridge Family                    | Julie                                  | TV series, sezonul 3 episodul 18 "The Eleven Year Itch" |
| 1973      | Love Story                              | Ellie Madison                          | TV series, sezonul 1 episodul 10 "The Youngest Lovers" |
| 1973      | Tom Sawyer                              | Becky Thatcher                         | |
| 1973      | Kung Fu                                 | Alethea Patricia Ingram                | TV series, sezonul 1, episodul 11: "Alethea" |
| 1973      | The New Perry Mason                     | Hildy Haynes                           | TV series, sezonul 1, episodul 6: "The Case of the Deadly Deeds" |
| 1973      | One Little Indian                       | Martha McIver                          | |
| 1973      | The Addams Family                       | Pugsley Addams (voice)                 | TV series |
| 1974      | Alice Doesn't Live Here Anymore         | Audrey                                 | |
| 1974      | Smile, Jenny, You're Dead (Harry O)     | Liberty Cole                           | TV |
| 1974      | Paper Moon                              | Addie Loggins                          | TV series |
| 1975      | Medical Center                          | Ivy                                    | TV series, sezonul 6, episodul 17: "The Captives" |
| 1975      | The Secret Life of T.K. Dearing         | T.K. Dearing                           | TV |
| 1976      | Taxi Driver                             | Iris Steensma                          | BAFTA Award for Best Actress in a Supporting Role BAFTA Award for Best Newcomer David di Donatello Special David Award Kansas City Film Critics Circle Award for Best Supporting Actress Los Angeles Film Critics Association New Generation Award National Society of Film Critics Award for Best Supporting Actress New York Film Critics Circle Award for Best Supporting Actress (2nd place) Nominalizare—Academy Award for Best Supporting Actress |
| 1976      | Echoes of a Summer                      | Deirdre Striden                        | aka The Last Castle |
| 1976      | Bugsy Malone                            | Tallulah                               | BAFTA Award for Best Actress in a Supporting Role BAFTA Award for Best Newcomer |
| 1976      | The Little Girl Who Lives Down the Lane | Rynn Jacobs                            | Saturn Award for Best Actress |
| 1976      | Freaky Friday                           | Annabel Andrews/ Ellen Andrews         | Nominalizare—Golden Globe Award for Best Actress – Motion Picture Musical or Comedy |
| 1977      | Moi, fleur bleue                        | Isabelle Tristan (aka Fleur bleue)     | aka Stop Calling Me Baby! |
| 1977      | Casotto                                 | Teresina Fedeli                        | aka Beach House |
| 1977      | Candleshoe                              | Casey Brown                            | |
| 1980      | Foxes                                   | Jeanie                                 | Nominalizare—Young Artist Award for Best Young Actress in a Major Motion Picture |
| 1980      | Carny                                   | Donna                                  | |
| 1982      | O'Hara's Wife                           | Barbara O'Hara                         | |
| 1983      | Svengali                                | Zoe Alexander                          | |
| 1984      | The Hotel New Hampshire                 | Frannie Berry                          | |
| 1984      | The Blood of Others                     | Hélène Bertrand                        | aka Le Sang des autres |
| 1986      | Mesmerized                              | Victoria Thompson                      | aka My Letter to George |
| 1987      | Five Corners                            | Linda                                  | Independent Spirit Award for Best Lead Female |
| 1987      | Siesta                                  | Nancy                                  | |
| 1988      | Stealing Home                           | Katie Chandler                         | |
| 1988      | The Accused                             | Sarah Tobias                           | Academy Award for Best Actress David di Donatello for Best Foreign Actress Golden Globe Award for Best Actress – Motion Picture Drama Kansas City Film Critics Circle Award for Best Actress National Board of Review Award for Best Actress Nominalizare—BAFTA Award for Best Actress in a Leading Role Nominalizare—Chicago Film Critics Association Award for Best Actress Nominalizare—New York Film Critics Circle Award for Best Actress |
| 1990      | Catchfire                               | Anne Benton                            | aka Backtrack |
| 1991      | The Silence of the Lambs                | Clarice Starling                       | Academy Award for Best Actress BAFTA Award for Best Actress in a Leading Role Chicago Film Critics Association Award for Best Actress Golden Globe Award for Best Actress – Motion Picture Drama Kansas City Film Critics Circle Award for Best Actress London Film Critics Circle Award for Best Actress New York Film Critics Circle Award for Best Actress Nominalizare—National Society of Film Critics Award for Best Actress Nominalizare—Sant Jordi Award for Best Foreign Actress Nominalizare—Saturn Award for Best Actress                                                                                          |
| 1991      | Little Man Tate                         | Dede Tate                              | Also director |
| 1992      | Shadows and Fog                         | Prostitute                             | |
| 1993      | Sommersby                               | Laurel Sommersby                       | |
| 1994      | Maverick                                | Mrs. Annabelle Bransford               | |
| 1994      | Nell                                    | Nell Kellty                            | Dallas-Fort Worth Film Critics Association Award for Best Actress (tied with Linda Fiorentino for The Last Seduction) David di Donatello for Best Foreign Actress Golden Camera Award for Best International Actress Screen Actors Guild Award for Outstanding Performance by a Female Actor in a Leading Role Southeastern Film Critics Association Award for Best Actress Nominalizare—Academy Award for Best Actress Nominalizare—Chicago Film Critics Association Award for Best Actress Nominalizare—Golden Globe Award for Best Actress – Motion Picture Drama Nominalizare—MTV Movie Award for Best Female Performance |
| 1996      | Frasier                                 | Marlene (voice)                        | TV series, episodul "Moon Dance" |
| 1997      | The X-Files                             | Betty (voice)                          | TV series, episodul "Never Again" |
| 1997      | Contact                                 | Dr. Eleanor Arroway                    | Saturn Award for Best Actress Nominalizare—Chicago Film Critics Association Award for Best Actress Nominalizare—Golden Globe Award for Best Actress – Motion Picture Drama |
| 1999      | Anna and the King                       | Anna Leonowens                         | |
| 2002      | The Dangerous Lives of Altar Boys       | Sister Assumpta                        | |
| 2002      | Panic Room                              | Meg Altman                             | Nominalizare—Saturn Award for Best Actress |
| 2002      | Tusker                                  | Minnie                                 | Animated voice over |
| 2003      | Abby Singer                             | Herself                                | |
| 2004      | A Very Long Engagement                  | Elodie Gordes                          | Un long dimanche de fiançailles |
| 2005      | Flightplan                              | Kyle Pratt                             | Nominalizare—Saturn Award for Best Actress |
| 2005      | Statler and Waldorf: From the Balcony   | Herself                                | Guest appearance in episodul 8 |
| 2006      | Inside Man                              | Madeline White                         | |
| 2007      | The Brave One                           | Erica Bain                             | Nominalizare—Golden Globe Award for Best Actress – Motion Picture Drama Nominalizare—Irish Film Award for Best International Actress Nominalizare—St. Louis Gateway Film Critics Association Award for Best Actress |
| 2008      | Nim's Island                            | Alexandra Rover                        | |
| 2009      | The Simpsons                            | Maggie Simpson (voice)                 | TV series, episode: "Four Great Women and a Manicure" |
| 2011      | The Beaver                              | Meredith Black                         | Also director |
| 2011      | Carnage                                 | Penelope Longstreet                    | Boston Society of Film Critics Award for Best Ensemble Detroit Film Critics Society Award for Best Ensemble Nominalizare—San Diego Film Critics Society Award for Best Performance by an Ensemble Nominalizare—Golden Globe Award for Best Actress – Motion Picture Musical or Comedy |
| 2013      | Elysium                                 | Secretary of Defense Jessica Delacourt | |

| Year | Title                             | Notes                   |
| ---- | --------------------------------- | ----------------------- |
| 1986 | Mesmerized                        | co-producer             |
| 1994 | Nell                              |                         |
| 1995 | Home for the Holidays             |                         |
| 1998 | The Baby Dance                    | (TV) executive producer |
| 2000 | Waking the Dead                   | executive producer      |
| 2002 | The Dangerous Lives of Altar Boys |                         |
| 2007 | The Brave One                     | executive producer      |

| An   | Titlu                   | Note                                  |
| ---- | ----------------------- | ------------------------------------- |
| 1988 | Tales from the Darkside | (1 episode, "Do Not Open This Box")   |
| 1991 | Little Man Tate         |                                       |
| 1995 | Home for the Holidays   |                                       |
| 2011 | The Beaver              |                                       |
| 2013 | Orange Is the New Black | (1 episode, "Lesbian Request Denied") |
| 2014 | House of Cards          | (1 episode, "Chapter 22")             |

## Viața privată
Actrița Jodie Foster este foarte discretă asupra vieții sale private. Jodie Foster l-a întâlnit pe producătorul Cydney Bernard care era pe atunci coordonatorul de producție al filmului Sommersby din 1993, în care a jucat și Jodie, împreună cu Richard Gere. Jodie și Bernard au fost parteneri din 1993 până în 2008, iar Jodie a avut doi copii, născuți între 1998 și 2001. Jodie a încetat relația cu Bernard pentru a începe o relație cu producătorul/scenaristul Cindy Mort. În anul 2014, Jodie s-a  căsătorit cu actrița Alexandra Hedison.